# Perkins (Québec)
Pour les articles homonymes, voir Perkins.
Perkins (appelé Templeton-Nord jusqu'en 1960) est un village du Québec au Canada. Il est situé dans la municipalité de Val-des-Monts, dans la région administrative de l'Outaouais, dans l'Ouest de la province, au nord de la ville de Gatineau. Avant 1975, elle formait sa propre municipalité.

## Toponymie
Le village adopte initialement le nom de Templeton-Nord, en référence à la municipalité du canton de Templeton dont il s'est détaché. Il change son nom pour celui de Perkins en 1960 d'après un entrepreneur forestier, John Adams Perkins,.

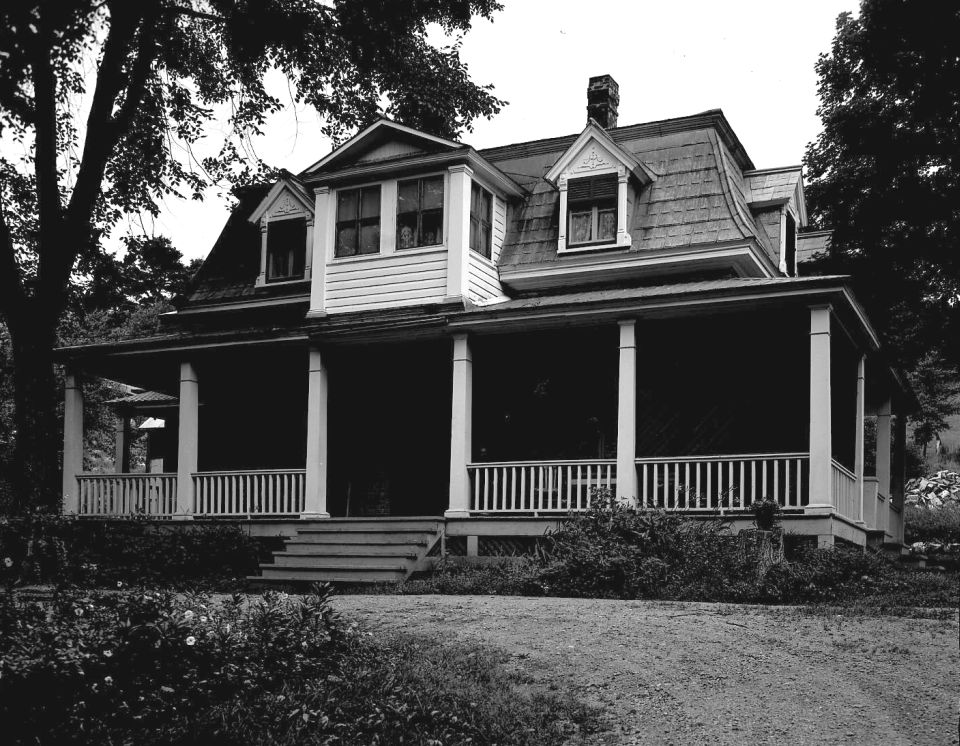
Paroisse Saint-Antoine-de-Padoue à Perkins

## Histoire
En 1845, John Adams Perkins fut le premier colon à avoir bâti un moulin à scie au nord de Templeton dans la région de l'Outaouais.
Avec l’évolution de ses chantiers et avec l’aide de ses bûcherons, John Adam Perkins s’est procuré des terres et des forêts et décida de développer ce lieu. Au fil des années, des colons-français se sont installés auprès du moulin et du lac McGregor.
En 1950, le village de Perkins atteint le lac McGregorm qui était accessible seulement en canot, mais avec le développement du village on peut s'y rendre aujourd'hui en voiture.
En 1975, elle a été rattachée à la municipalité de Val-des-Monts, au nord de Gatineau.
En 1878, grâce à la découverte du phosphate et à l’exploitation des mines, le village de Perkins devint alors une région connu comme le plus grand centre canadien de phosphate et plus tard le mica.
Vers le vingtième siècle, la région de Perkins fut frappée par une crise économique, qui toucha toute sa population et causa la perte des terres et la fermeture des mines.

## Paroisse Saint-Antoine-de-Padoue
La mission catholique a été fondée en 1851,. Le 2 mars 1857, Mgr Joseph-Eugène-Bruno Guigues, le premier évêque d'Ottawa, accompagné du curé Ginguet, bénit la chapelle, qu'il plaça sous la protection de saint Antoine de Padoue. Cette chapelle était située en face du presbytère actuel.
Le 15 octobre 1887, la mission reçut son premier curé résident, l'abbé Joseph Pilon. En 1890, le presbytère fut construit. Le 20 mars 1906, la paroisse est érigée canoniquement par un décrit de Mgr Joseph-Thomas Duhamel, le second évêque d'Ottawa. Une église en brique fut alors construite.et fut bénite par l'évêque Duhamel le 19 mai 1907.
La première messe y fut chantée par le révérend Père Rouleau, qui devint plus tard le cardinal de Québec.
| Nom                                        | Dates                              |
| ------------------------------------------ | ---------------------------------- |
| Monsieur Chaine                            | 1861 à 1867                        |
| Ovide Charbonnier (curé de L'Ange-Gardien) | 5 mai au 7 juillet 1867            |
| Dusierre Telmon (de Pointe-Gatineau)       | 8 juillet 1867 au 23 juillet 1871  |
| Eugène Trinquier (de L'Ange-Gardien)       | 24 juillet 1871 au 2 décembre 1873 |
| Léo G. Chemin (de L'Ange-Gardien)          | 7 décembre 1873 au 4 novembre 1874 |
| Monsieur Charbonnier                       | 1874 à 1881                        |
| Isidore Champagne (curé de Gatineau)       | 1881 à 1887                        |

| Nom                    | Années      |
| ---------------------- | ----------- |
| Joseph Pilon           | 1887 à 1888 |
| Urgel Forget           | 1888 à 1896 |
| D. Bélanger            | 1896 à 1902 |
| N.P. Rouillard         | 1902 à 1905 |
| L. Archambault         | 1905 à 1911 |
| E. A. Richard          | 1911 à 1920 |
| J.-René Morin          | 1921 à 1934 |
| Philorum Grignon       | 1934        |
| William Scantland      | 1934 à 1939 |
| Victorien Croteau      | 1939 à 1952 |
| J.-Olivier Labelle     | 1952 à 1955 |
| Amédée Allard          | 1955 à 1958 |
| Ephrem Thivierge       | 1961 à 1969 |
| Paul Bergeron          | 1969 à 1971 |
| Yvan Robitaille        | 1971 à 1972 |
| Hector Hamel           | 1972 à 1974 |
| Jacques Belisle        | 1974 à 1977 |
| Maurice Larivière      | 1977 à 1978 |
| Jean-Paul Roy          | 1978 à 1982 |
| Claude Patry           | 1982 à 1984 |
| Gilles Pelletier       | 1985 à 1987 |
| Nazaire Auger          | 1984 à 1994 |
| Gaétan Bélanger        | 1994 à 2001 |
| Louis-Antoine Lachance | ...         |

## Évolution démographique
| 1921 | 1931 | 1941 | 1951 | 1956 | 1961 | 1966  | 1971  |
| ---- | ---- | ---- | ---- | ---- | ---- | ----- | ----- |
| 836  | 846  | 918  | 937  | 862  | 947  | 1 181 | 1 461 |